# Gnophos dognini
Gnophos dognini là một loài bướm đêm trong họ Geometridae.